# Olga Zimina
Olga Zimina (russisch Ольга Анатольевна Зимина, Olga Simina; * 14. Mai 1982 in Wladimir, Sowjetunion) ist eine italienische Schachspielerin.

## Leben

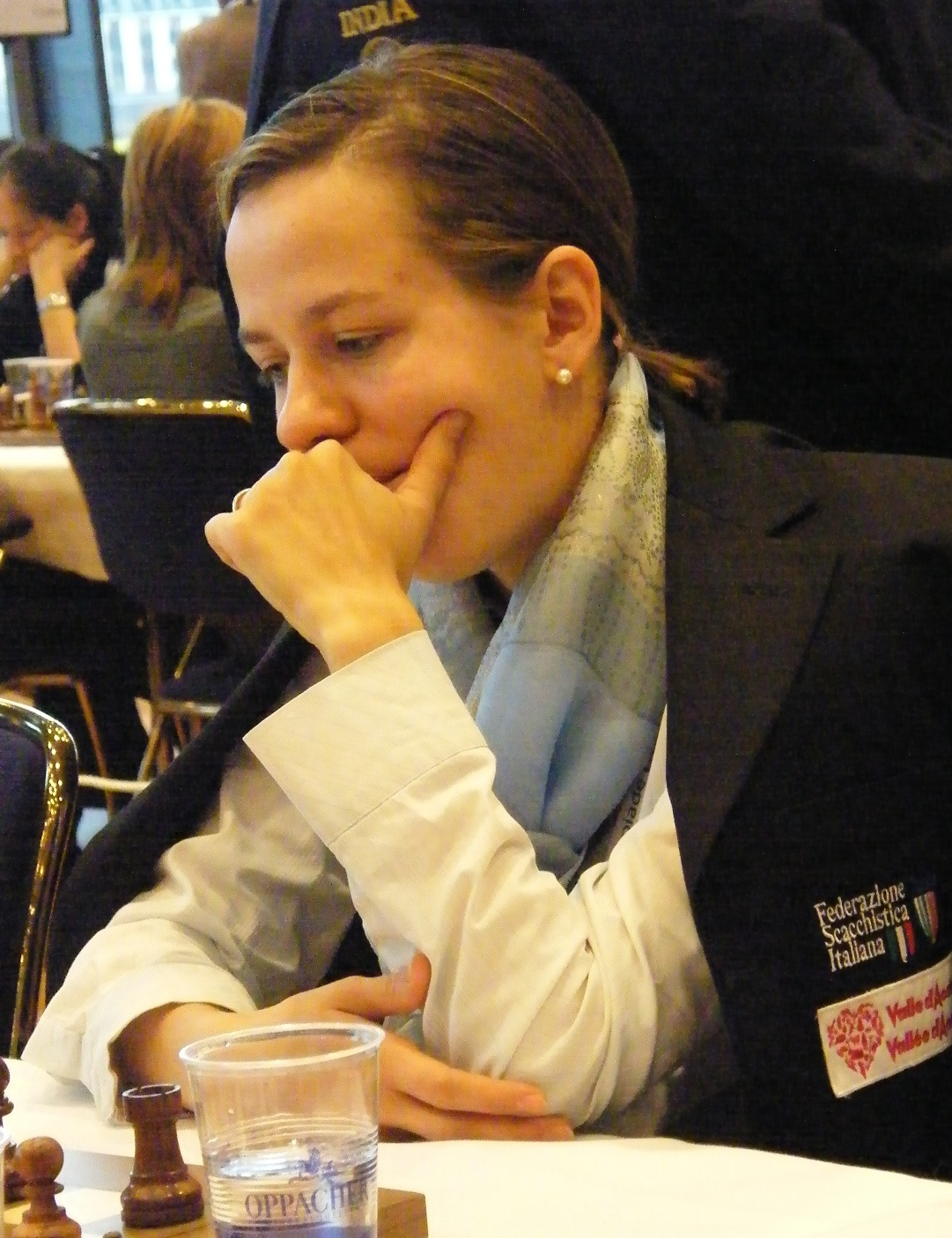
Olga Zimina bei der Schacholympiade 2008 in Dresden

2004 schloss sie ihr Studium der Psychologie an der Staatlichen Pädagogischen Universität Wladimir mit Auszeichnung ab. Von 1999 bis 2004 gab sie in Wladimir Schachunterricht für Kinder. 2004 heiratete sie einen Italiener und zog nach Modena. Die beiden haben eine Tochter. Seit 2005 gibt sie in Modena Schachunterricht für Kinder und Jugendliche. Für den italienischen Schachverband spielt sie seit 2006.

## Erfolge
Schon früh erhielt sie Schachunterricht. Sie gewann die russische Mädchenmeisterschaft U10 im Jahr 1992. Im selben Jahr wurde sie bei der U10-Weltmeisterschaft der weiblichen Jugend in Duisburg zweite. 1997 wurde sie russische U18- und 1998 in Jessentuki U16-Meisterin. 1999 gewann sie das Internationale Admiralteysky-Turnier in Leningrad. Im Jahr 2000 wurde sie bei der U20-Weltmeisterschaft der Mädchen in Jerewan hinter Xu Yuanyuan zweite. Ihr größter Erfolg in Russland war der Gewinn der russischen Einzelmeisterschaft der Frauen 2001 in Elista. Die italienische Einzelmeisterschaft der Frauen konnte sie zum ersten Mal 2017 in Cosenza gewinnen in einem Tie-Break gegen die punktgleiche Marina Brunello.
Internationaler Meister der Frauen (WIM) wurde sie im November 2000. Den Titel Großmeister der Frauen (WGM) trägt sie seit Oktober 2003. Die Normen für den WGM-Titel erzielte sie bei der 51. Russischen Frauenmeisterschaft 2001 in Elista, bei der 52. Russischen Frauenmeisterschaft 2002, ebenfalls in Elista, beim 7. European Club Cup 2002 der Frauen in Antalya und bei der Fraueneuropameisterschaft 2003 in Silivri. Den Titel Internationaler Meister (IM) trägt sie seit November 2008, die Normen für den IM-Titel erzielte sie beim 46. Torneo di Capodanno 2008 in Reggio nell’Emilia und der Fraueneuropameisterschaft 2008 in Plowdiw. Im Februar 2015 führt sie die italienische Elo-Rangliste der Frauen an, mit ihrer bisher höchsten Elo-Zahl von 2430 war sie im Juli 2004 30. der Frauenweltrangliste.

## Nationalmannschaft
Mit der russischen Frauennationalmannschaft bestritt sie 2001 und 2004 zwei Ländervergleiche gegen China. Für die italienische Frauennationalmannschaft nahm sie an den Schacholympiaden 2006, 2008, 2010, 2012 und 2014 sowie den Mannschaftseuropameisterschaften 2009, 2011, 2013 und 2015 teil. Seit 2008 nahm sie an allen neun Mitropa-Cups der Frauen teil. Sie gewann 2008, 2010, 2011 und 2014 sowohl mit der Mannschaft als auch in der Einzelwertung ihres Brettes (2008, 2010 und 2011 am zweiten, 2014 am ersten Brett).

## Vereine
Vereinsschach spielt sie in Italien für den Club 64 di Modena. Mit dem Verein Lentransgas Sankt Petersburg gewann sie 2001 und 2002 die russische Mannschaftsmeisterschaft der Frauen. Beim European Club Cup der Frauen 2001 in Belgrad erhielt sie, für Sankt Petersburg spielend, eine individuelle Silbermedaille für ihr Ergebnis von 3,5 Punkten aus 5 Partien am vierten Brett. Am Club Cup der Frauen 2002 in Antalya nahm sie für Ladya Kasan teil, die Mannschaft belegte den zweiten Platz, wozu auch ihr Sieg in der letzten Runde gegen die damals 125 Elo-Punkte höher gewertete Antoaneta Stefanowa beitrug. Weitere Teilnahmen am European Club Cup der Frauen folgten 2003 mit Sankt Petersburg, 2010, 2011, 2013, 2015 und 2016 mit ASD CS R.Fischer Chieti. 2016 erreichte sie am zweiten Brett das drittbeste Einzelergebnis.